# Kalanchoe gracilipes
Kalanchoe gracilipes är en fetbladsväxtart som först beskrevs av Bak., och fick sitt nu gällande namn av Henri Ernest Baillon. Kalanchoe gracilipes ingår i släktet Kalanchoe och familjen fetbladsväxter. Inga underarter finns listade i Catalogue of Life.